# 小笠原健雄
小笠原 健雄（おがさわら たけお）は、日本の元フィギュアスケート選手（ペアスケーティング・男子シングル）。青森県八戸市出身。日本大学卒業。元パートナーは妹の小笠原牧子。
1998年全日本フィギュアスケートジュニア選手権優勝。1999年、2000年全日本フィギュアスケート選手権優勝。

## 経歴
青森県八戸市出身。八戸GOLD FSCに所属していた。日本大学卒業。
1995年から1999年までは全日本フィギュアスケート選手権で男子シングルに出場していた。
1998年、小笠原牧子とのペアで出場した全日本ジュニア選手権で初優勝。1999年、全日本選手権をペアで優勝。2000年、全日本選手権で二連覇を果たす。
2001年、全日本選手権で川口悠子/A・マルクンツォフに次いで2位。2002年も同大会で2位となった。
現在は八戸市にある三沢アイスアリーナでスケートのインストラクターを務めている。日本フィギュアスケーティングインストラクター協会会員。

## 主な戦績

### ペア
| 大会/年         | 1998-99 | 1999-00 | 2000-01 | 2001-02 | 2002-03 |
| --------------- | ------- | ------- | ------- | ------- | ------- |
| 全日本選手権    |         | 1       | 2       | 2       |         |
| 全日本Jr.選手権 | 1       |         |         |         |         |
| 冬季アジア大会  |         |         |         |         | 4       |

### 男子シングル
| 大会/年      | 1995-96 | 1996-97 | 1997-98 | 1998-99 | 1999-00 |
| ------------ | ------- | ------- | ------- | ------- | ------- |
| 全日本選手権 | 17      | 棄権    | 18      |         | 19      |